# موجة سطحية

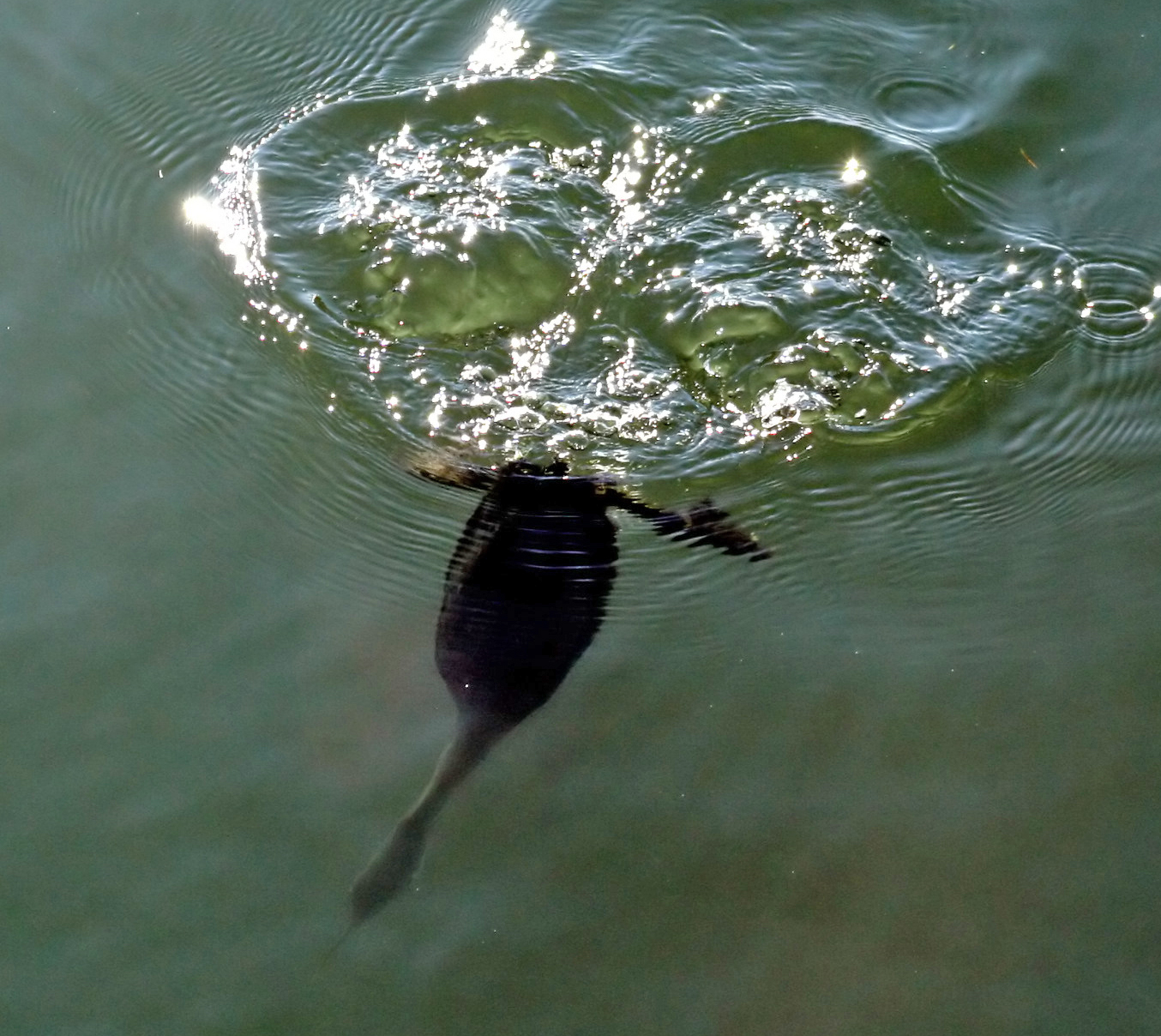
موجة سطحية ناتجة عن الغوص

في الفيزياء، الموجة السطحية هي موجة ميكانيكية تنتشر بين الأوساط المختلفة. مثال شائع على هذا هي موجة الجاذبية على أسطح السوائل مثل الموجات في المحيط. يمكن لموجة الجاذبية أيضًا أن تنتشر في السطح البيني للموائع مختلفة الكثافة. تستطيع موجة السطح المرن الانتشار على أسطح المواد الصلبة مثل موجة ريليه (Rayleigh waves). الموجات الكهرومغناطيسية يمكنها الانتشار أيضا كموجات سطحية في الأسطح البينية للمواد التي لها ثابت عزل كهربي مختلف. عند نقل المذياع، تنتشر موجة أرضية بالقرب من سطح الأرض.

## موجات ميكانيكية
في علم الزلزال، صادف العلماء العديد من الموجات السطحية. تسمى الموجات السطحية بموجات ريليه (Rayleigh waves) أو موجات لوف (Love waves). تنتشر الموجة الزلزالية عبر الأرض وتنتج عن الزلازل أو الانفجارات. موجة لوف (Love wave) يكون لها حركة عرضية (الحركة تكون عمودية على اتجاه الانتشار مثل موجات الضوء) بينما موجات ريليه يكون لها حركة طولية (الحركة موازية لاتجاه الانتشار مثل موجات الصوت) ولها حركة عرضية أيضا. تم دراسة موجة الزلازل بواسطة علماء الزلازل وتم قياسها بواسطة جهاز قياس الزلزال. تمتد الموجة السطحية لمدى ترددي كبير ويكون لها فترة عمر تصل إلى 10 ثواني أو أكبر. يمكن للموجات السطحية أن تنتشر حول الكرة الأرضية مرات عديدة في حالة الزلازل الكبيرة. تنتج الموجات السطحية بسبب قدوم موجات P وS إلى الأرض.
يمكن للموجات السطحية أن تصف الموجات الموجودة على سطح المحيط حتى عندما تنتج بسبب نشاط جوي وتسمى في هذه الحالة بالموجات الزاحفة (creeping waves). مثل هذه الموجات تكون عند سطح الماء والغلاف الجوى (موجات الرياح) أو التموجات الموجودة بالرمل بسبب الهواء أو الماء. مثال آخر الموجات الداخلية التي تنتشر في السطح البينى لنوعين من الماء مختلفين الكثافة.
نظرية السمع تقوم على أن موجة  جورج فون بيكيسي الناتجة من موجة صوتية سطحية للغشاء القاعدى في القناة القوقعية. زعمت نظريته توضيح كل ملامح حاسة السمع وأنسبها إلى هذه الظاهرة الميكانيكية. ولكن David Kemp من بعده جاء وأوضح أن هذا غير واقعى.

## موجات كهرومغناطيسية
تشير الموجة الأرضية (Ground wave) إلى انتشار موجات المذياع بشكل موازي لسطح الأرض. تسمى موجة الأرض الإشعاعية بموجة نورتون السطحية. هناك أنواع أخرى من الموجات السطحية تكون موجات سطحية غير مشعة (non-radiative Zenneck) أو Zenneck-Sommerfeld أو الموجة المنزلقة.

### انتشار موجة المذياع
تنتشر الموجات الكهرومغناطيسية ذات الترددات المنخفضة والتي تقل عن (3 MHz) بكفاءة مثل الموجات الأرضية. في مصطلحات الـ ITU يشمل هذا: موجات الترددات المتوسطة، موجات التردد المنخفض، موجات التردد المنخفض جدا.
انتشار موجات الأرض يحدث نتيجة تردد الوجات المنخفض والتي تحيد بشكل أكبر حول المعوقات وذلك لطول الطول الموجى مما يتيح لهم اتباع منحنيات الأرض. الأرض لها معامل انكسار وكذلك الهواء له معامل آخر. تنتشر الموجات الأرضية في استقطاب رأسى مع مجالها المغناطيسي الذي ينتشر بشكل أفقى والمجال الكهربي بشكل شبه رأسى. مع الموجات ذو الترددات المنخفضة جدا (3KHZ إلى 30KHZ) فإن الغلاف الأيونى وسطح الأرض يمثلون كموجه للموجات.
تؤثر خاصية التوصيلية للأسطح على انتشار موجات الأرض فمع التوصيلية العالية مثل ماء البحر يكون الانتشار أفضل. زيادة التوصيلية بالأسطح ينتج عنه تبدد للموجات أقل. حيث أن الأرض ليست موصلة للكهرباء بشكل تام فإن موجات الأرض تضعف حيث أنها تتبع سطح الأرض. واجهة الموجات تكون رأسية في البداية ولكن مع الوقت وبسبب أن الأرض عازلة للكهرباء فإن الموجات تميل للأمام مع الوقت. هذا يؤدى إلى ضياع بعض الطاقة في الأرض لذلك فإن اللإشارة تقل.
معظم موجات الاتصالات اللاسلكية  الطويلة (بين 30 kHz و300 kHz) تكون ناتجة عن انتشار موجات الأرض. موجات النقل الإذاعى المتوسطة (الترددات بين 300 kHz و3000 kHz) تنتشر كموجات أرضية وفي المسافات الطويلة كموجات راديو سماوية. المفاقيد الأرضية تقل مع الترددات المنخفضة. موجات الترددات المنخفضة جدا عادة تستخدم في الاتصالات العسكرية خصوصا مع السفن. تنتشر الموجات خلال الماء بصورة أفضل كلما كان التردد منخفض.
تستخدم الموجات الأرضية مع الردار بعيد المدى والذي يعمل بترددات تتراوح بين MHz 2 و20 MHz  والذي يكون له توصيلية عالية جدا في نقلها من وإلى المكان (100 كم أو أكثر). يستخدم الرادار موجات الراديو السماوية في حالة المسافات الطويلة جدا. موجات الراديو التجارية والمهنية تم إطلاقها كموجات طويلة، ذو تردد منخفض وموجات أرضية. لمنع التداخل بين هذه الموجات تم استخدام أجهزة الإرسال تجريبية للترددات العالية والتي كانت بلا فائدة بسبب أن مدى  الموجات الأرضية لها كانت محدودة.
إن انتشار موجات الصوت خلال الأرض ياخذ أفضلية كون الأرض قادرة على نقل الترددات المنخفضة بكفاءة عالية وتعرف بموجات الأرض الصوتية.

### نظرية مجال الموجه الصغرى
موجاعت الأسطح تم دراستها على أنها خطوط نقل ة يمكن اعتبار البعض على أنه خط نقل ذو سلك واحد.
الخصائص والاستخدامات لظاهرة موجة السطح الكهربى تشمل:
- مكونات المجال للموجة تقل مع المسافة.
- لا تتحول الطاقة الكهرومغناطيسية من مجال الموجة السطحية إلى صورة أخرى من الطاقة.